# Districte escolar
Un districte escolar és una forma concreta que adopta l'administració educativa en països com els Estats Units i el Canadà. Els districtes escolars són responsables de l'administració de totes les escoles públiques en un lloc concret, que pot ser un municipi sencer o part. És un cos polític únic, equivalent al d'una ciutat o al d'un comtat, ja que tenen diversos poders, com el de cobrar impostos, per exemple.
Els districtes escolars tenen un cos legislatiu, anomenat consell escolar, consell de trustees o comitè escolar, els membres són elegits directament per la població mitjançant la celebració d'unes eleccions. Aquests membres, per la seva banda, tenen la responsabilitat de triar a un superintendent (supervisor), generalment un professor altament qualificat, per actuar com a cap executiu del consell, responsable també de prendre decisions i posar en marxa les polítiques. De vegades, el districte pot actuar com judicatura, aplicant sancions als empleats o estudiants.

## Estats Units
Als Estats Units, no tots els sistemes d'ensenyament públic constitueixen districtes escolars com a òrgans diferents. En alguns estats, com ara Maryland, tots els sistemes escolars estan subordinats pel govern estatal. Altres estats, com Nova York, posseeixen districtes escolars controlats per òrgans públics i sistemes escolars independents, subordinats a un comtat o una ciutat.
El 2002, als Estats Units existien 13.506 districtes escolars, 178 sistemes escolars administrats directament per l'Estat, 1.330 sistemes escolars administrats directament per la ciutat o el comtat on operen, i 1.196 agències d'educació.
Actualment els districtes escolars més grans dels EUA són els districtes escolars unificats de Nova York i de Los Angeles.